# Vladimiro e Placido
Vladimiro e Placido (Breezly and Sneezly) è una serie televisiva animata statunitense del 1964, prodotta dalla Hanna-Barbera.
La serie è incentrata sulle avventure dell'orso polare Vladimiro e del suo amico, una foca verde di nome Placido. I due vivono in un iglù nel Circolo polare artico e si cimentano in piani ambiziosi, nel tentativo di infiltrarsi nel campo militare del Colonnello Fuzzby per saccheggiare la dispensa o le attrezzature del campo.
Vladimiro e Placido è nato originariamente come segmento di Peter Potamus, dove sono stati trasmessi i primi 14 episodi. I rimanenti nove sono stati trasmessi come parte di Magilla Gorilla.
La serie è stata trasmessa per la prima volta negli Stati Uniti su ABC dal 16 settembre 1964 al 9 gennaio 1966, per un totale di 23 episodi ripartiti su due stagioni. In Italia è stata trasmessa dal 27 settembre 1970 su Rai 1.

## Episodi

### Prima stagione
| nº | Titolo originale               | Titolo italiano              | Prima TV USA      | Prima TV Italia   |
| -- | ------------------------------ | ---------------------------- | ----------------- | ----------------- |
| 1  | No Place Like Nome             | Andata... e ritorno          | 16 settembre 1964 |                   |
| 2  | All Riot on the Northern Front | Manovre al campo Frostbite   | 23 settembre 1964 | 27 settembre 1970 |
| 3  | Missile Fizzle                 |                              | 7 ottobre 1964    |                   |
| 4  | Mass Masquerade                | Mascherata generale          | 7 ottobre 1964    |                   |
| 5  | Furry Furlough                 | Una licenza più che meritata | 14 ottobre 1964   |                   |
| 6  | Bruin Ruin                     | Astronauta per forza         | 21 ottobre 1964   |                   |
| 7  | Freezing Fleas                 |                              | 28 ottobre 1964   |                   |
| 8  | Stars and Gripes               | Un generale a 10 stelle      | 4 novembre 1964   |                   |
| 9  | Armoured Amour                 | Tutto in nome dell'amore     | 11 novembre 1964  |                   |
| 10 | As the Snow Flies              | Caccia all'orso              | 18 novembre 1964  |                   |
| 11 | Snow Biz                       |                              | 25 novembre 1964  |                   |
| 12 | Unseen Trouble                 | Guai invisibili              | 2 dicembre 1964   |                   |
| 13 | Nervous in the Service         | Strani mutamenti d'umore     | 9 dicembre 1964   |                   |
| 14 | Birthday Bonanza               | La sorpresa                  | 16 dicembre 1964  |                   |

### Seconda stagione
| nº | Titolo originale              | Titolo italiano                   | Prima TV USA      | Prima TV Italia |
| -- | ----------------------------- | --------------------------------- | ----------------- | --------------- |
| 1  | Wacky Waikiki                 | Vacanze alle Hawaii               | 11 settembre 1965 |                 |
| 2  | General Nuisance              | Travestimento quasi riuscito      | 18 settembre 1965 |                 |
| 3  | Rookie Wrecker                | Ispezione al campo                | 25 settembre 1965 |                 |
| 4  | Noodnick of the North         | La prima caccia di Nordick        | 2 ottobre 1965    |                 |
| 5  | The Fastest Bear in the North | Spettacolo d’attrazioni           | 9 ottobre 1965    |                 |
| 6  | Snow Time Show Time           | Grande silenzio sulla neve bianca | 11 ottobre 1965   |                 |
| 7  | Goat A-Go-Go                  | La capretta anti-orso             | 23 ottobre 1965   |                 |
| 8  | Spy in the Ointment           | Gioco di spie                     | 30 ottobre 1965   |                 |
| 9  | An Ill Wind                   | Tutti in infermeria               | 8 gennaio 1966    |                 |

## Personaggi e doppiatori
- Vladimiro (in originale: Breezly Bruin), voce originale di Howard Morris, italiana di Massimo Giuliani e Roberto Del Giudice.
- Placido (in originale: Sneezly Seal), voce originale di Mel Blanc, italiana di Renato Montanari.
- Colonnello Fuzzby, voce originale di John Stephenson, italiana di Giuliano Giacomelli.